# Racalmuto
Racalmuto – miejscowość i gmina we Włoszech, w regionie Sycylia, w prowincji Agrigento.
Według danych na styczeń 2010 gminę zamieszkiwało 8981 osób przy gęstości zaludnienia 131,4 os./1 km².
W Racalmuto urodził się Leonardo Sciascia.
W miejscowości jest stacja kolejowa Racalmuto.

## Miasta partnerskie
- Hamilton, Kanada
- Monterrey, Meksyk